# كوبا بيرو 1983
كوبا بيرو 1983 هو موسم من كوبا بيرو ‏. فاز فيه Sport Pilsen Callao ‏.